# Martin Stehlik
Martin Stehlik (* 23. Oktober 1989 in Wien) ist ein österreichischer Fußballspieler.

## Karriere
Stehlik begann seine Karriere in Niederösterreich beim SV Gerasdorf/Stammersdorf. 2011 wechselte er zum Regionalligisten Wiener Sportklub. 2013 wechselte er zum Ligakonkurrenten Floridsdorfer AC, mit dem er 2014 den Aufstieg in den Profifußball feierte. Sein Profidebüt gab er am zweiten Spieltag 2014/15 gegen den FC Liefering.
Zur Saison 2016/17 wechselte er zum Regionalligisten First Vienna FC 1894.